# Lovinac (Poličnik)
Lovinac est un village de la municipalité de Poličnik (Comitat de Zadar) en Croatie. Au recensement de 2011, le village comptait 278 habitants.